# Кацнельсон, Бат-Шева
Бат-Шева Кацнельсон (ивр. בת-שבע כצנלסון‎; урождённая Нагель; 1897, Бар — 30 августа 1988, Израиль) — израильский политик, депутат кнессета 2-го созыва от Партии общих сионистов.

## Биография
Родилась в 1897 году в городе Бар Подольской губернии в семье Исраэля-Дова Нагеля и его жены Песи-Леи. В 1911 году вместе с матерью и сестрой перебралась в Подмандатную Палестину. Окончила гимназию «Герцлия» в Тель-Авиве. Изучала гуманитарные науки в Женевском университете. Восемнадцать лет работала учителем.
В 1926 году приняла участие в первом съезде Международной женской сионистской организации, была членом центральной комиссии и возглавляла её отделение в Иерусалиме.
В 1951 году была избрана депутатом кнессета 2-го созыва от Партии общих сионистов, работала в комиссии по услугам населению.
В 1918 году в Европе вышла замуж за Реувена Кацнельсона. Дочь — педагог Шуламит Кацнельсон, сын — политический деятель — Шмуэль Тамир.
Умерла 30 августа 1980 года.